# Zinkevičius
Zinkevičius ist ein litauischer männlicher Familienname.

## Weibliche Formen
- Zinkevičiūtė (ledig)
- Zinkevičienė (verheiratet)

## Personen
- Zigmas Zinkevičius (1925–2018), Baltist und Dialektologe